# Isotoma armstrongii
Isotoma armstrongii är en klockväxtart som beskrevs av Franz Elfried Wimmer. Isotoma armstrongii ingår i släktet Isotoma och familjen klockväxter. Inga underarter finns listade i Catalogue of Life.